# 藤田雄大
藤田 雄大（ふじた ゆうだい、1987年5月7日 - ）は、千葉県生まれ、栃木県下都賀郡野木町育ちの熱気球競技選手。やずやバルーンチーム所属のプロバルーンニスト。父は同じく熱気球競技選手で世界の藤田とも言われる藤田昌彦。

## 略歴
幼少期から父について大会を転戦し、18歳で熱気球パイロットライセンスを取得。立教大学在学時の2007年には佐賀で開催された日本選手権で2位とルーキーオブザイヤー（新人賞）を勝ち取り、史上初となる大学生の日本代表として2008年の熱気球世界選手権参戦を果たした。その後も2008年に日本選手権最年少優勝、2012年に日本人初のメダル獲得となる熱気球世界選手権3位など順調にキャリアを重ね、2014年には遂に父が成し得なかった熱気球世界選手権優勝を日本人として初めて達成した。
競技飛行だけでなく父と同じく冒険飛行も行っており、飛行経験国は30か国以上、スイスからイタリアに渡る約4000ｋｍのアルプス越えフライトやアフリカのサバンナの空も飛んだ。国内では数少ない通年での飛行が可能な栃木県の渡良瀬遊水地を練習拠点としていたが、世界の競技パイロットとの年間飛行時間の差を埋めるために独立してPUKAPUKAを設立。海外でコマーシャルパイロット（大型のゴンドラに観光客を乗せての飛行を行うパイロット）となるべく2019年からスペインに拠点を移した。同時に栃木から妻の実家がある佐賀に住所を移したため、国内大会には佐賀県選手としてエントリーをしている。
2025年1月31日、栃木県の魅力をPRするとちぎ未来大使に就任した。

### 表彰
- 日本気球連盟「イカロス賞」（2012年、2014年）
- 日本航空協会「航空スポーツ賞」（2014年）
- 野木町町民栄誉賞（2014年）[5]
- ファウスト冒険家賞（2015年）[6]
- 栃木県イメージアップ貢献賞（2015年）

## 主な大会記録
- 世界選手権優勝（2014年）
- 日本選手権優勝（2008年、2012年-2015年、2018年）
- 熱気球ホンダグランプリ優勝（2009年-2015年、2017年-2018年）
- とちぎ熱気球インターナショナルチャンピオンシップ優勝（2011年、2012年）